# Ferrari 812

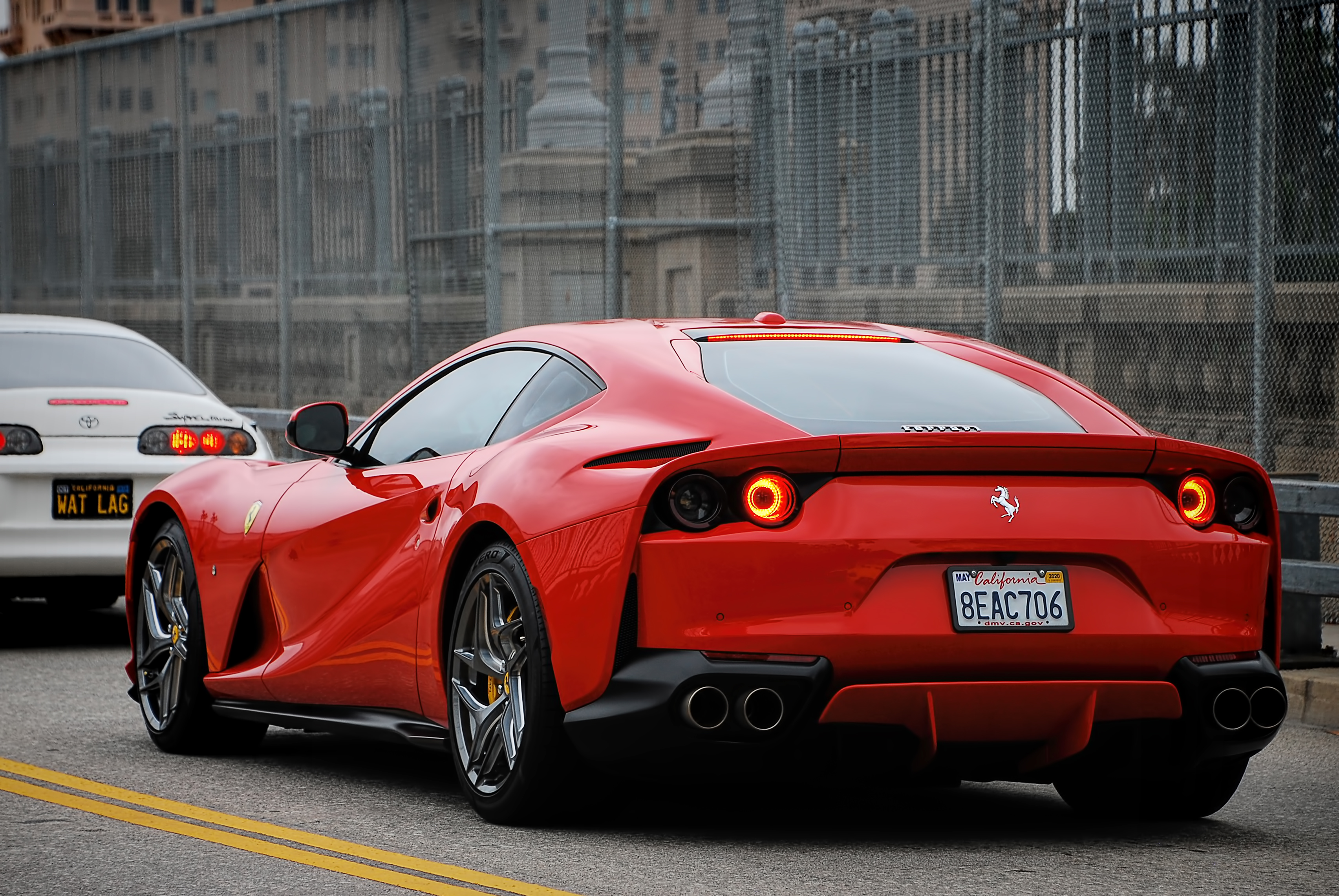
Heckansicht

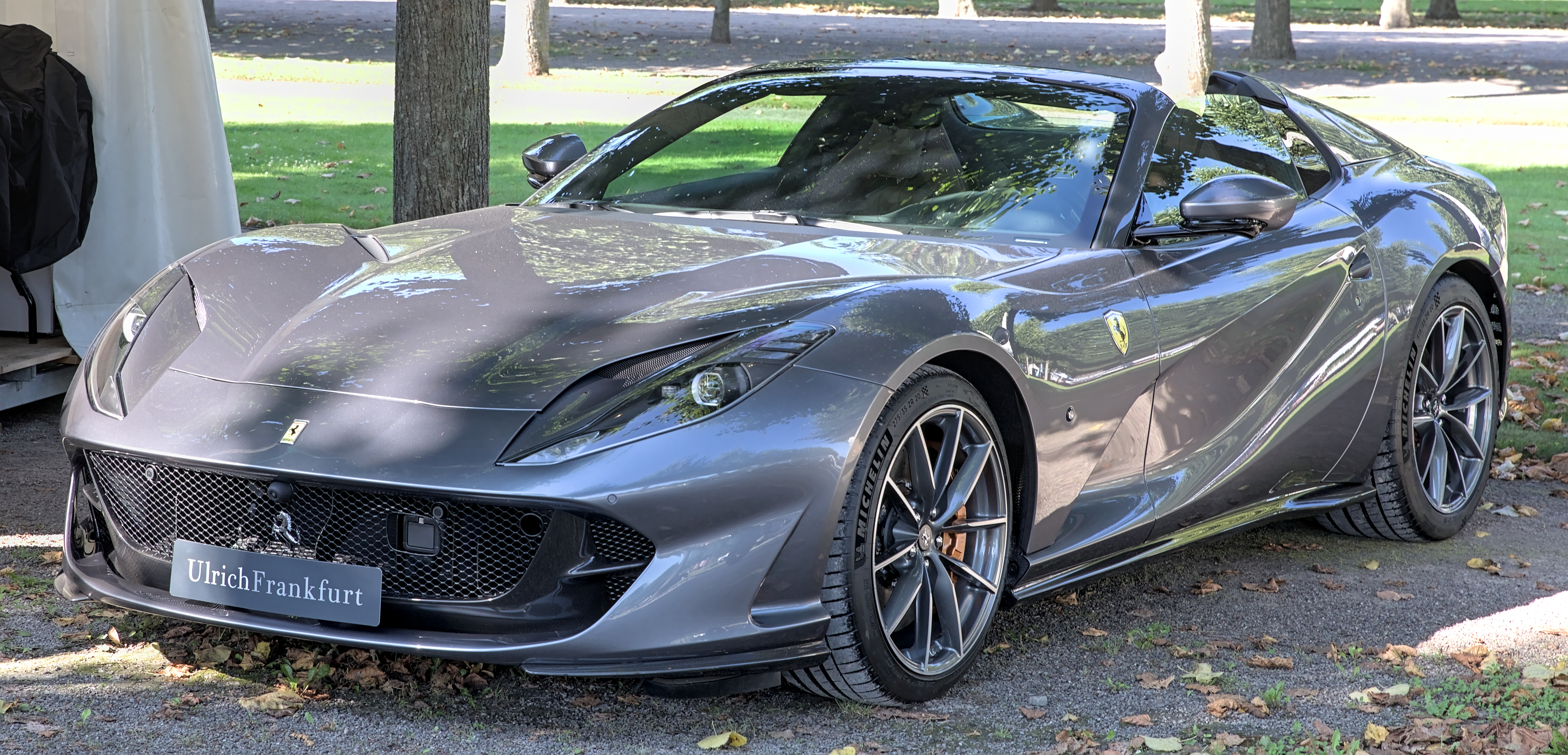
Ferrari 812 GTS (seit 2019)

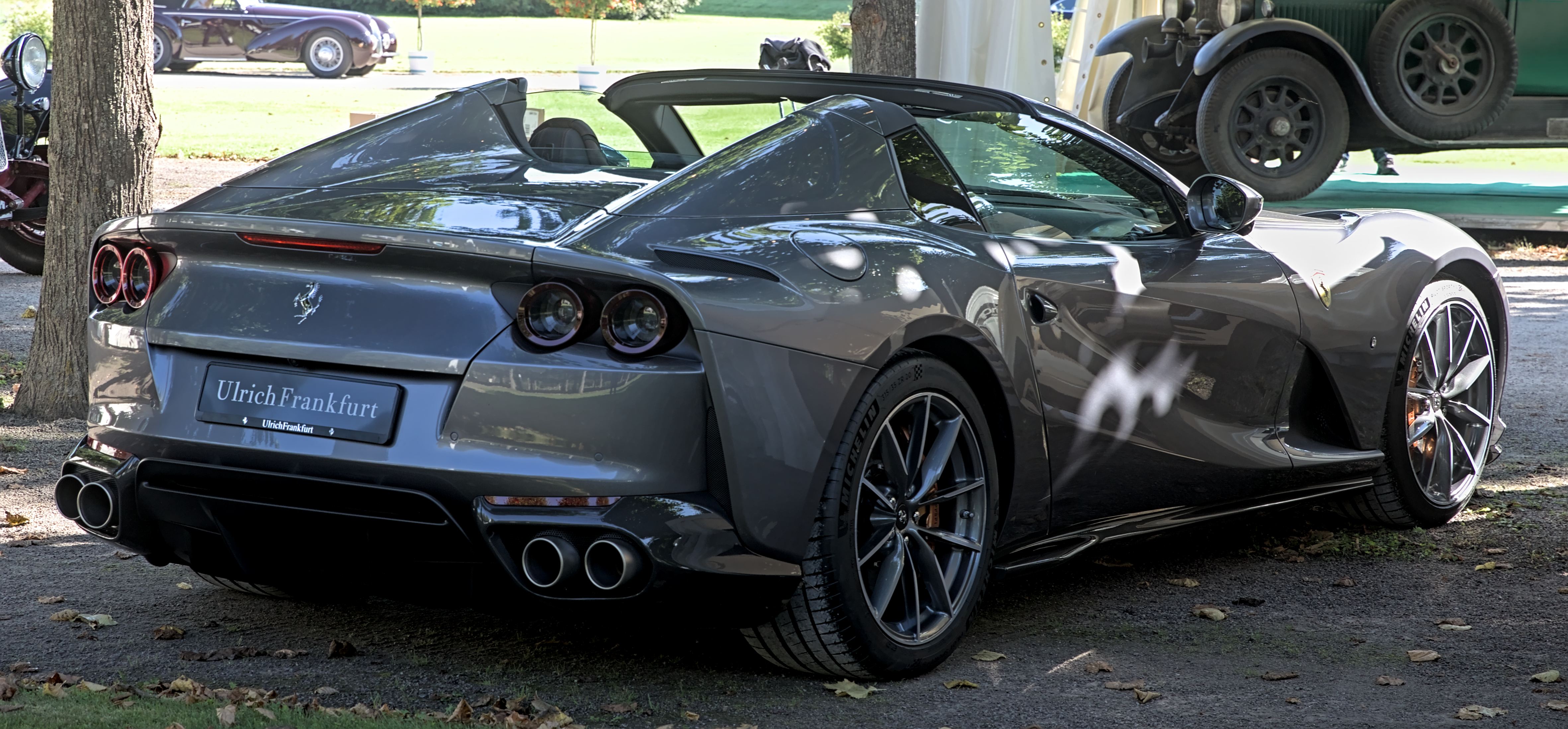
Heckansicht

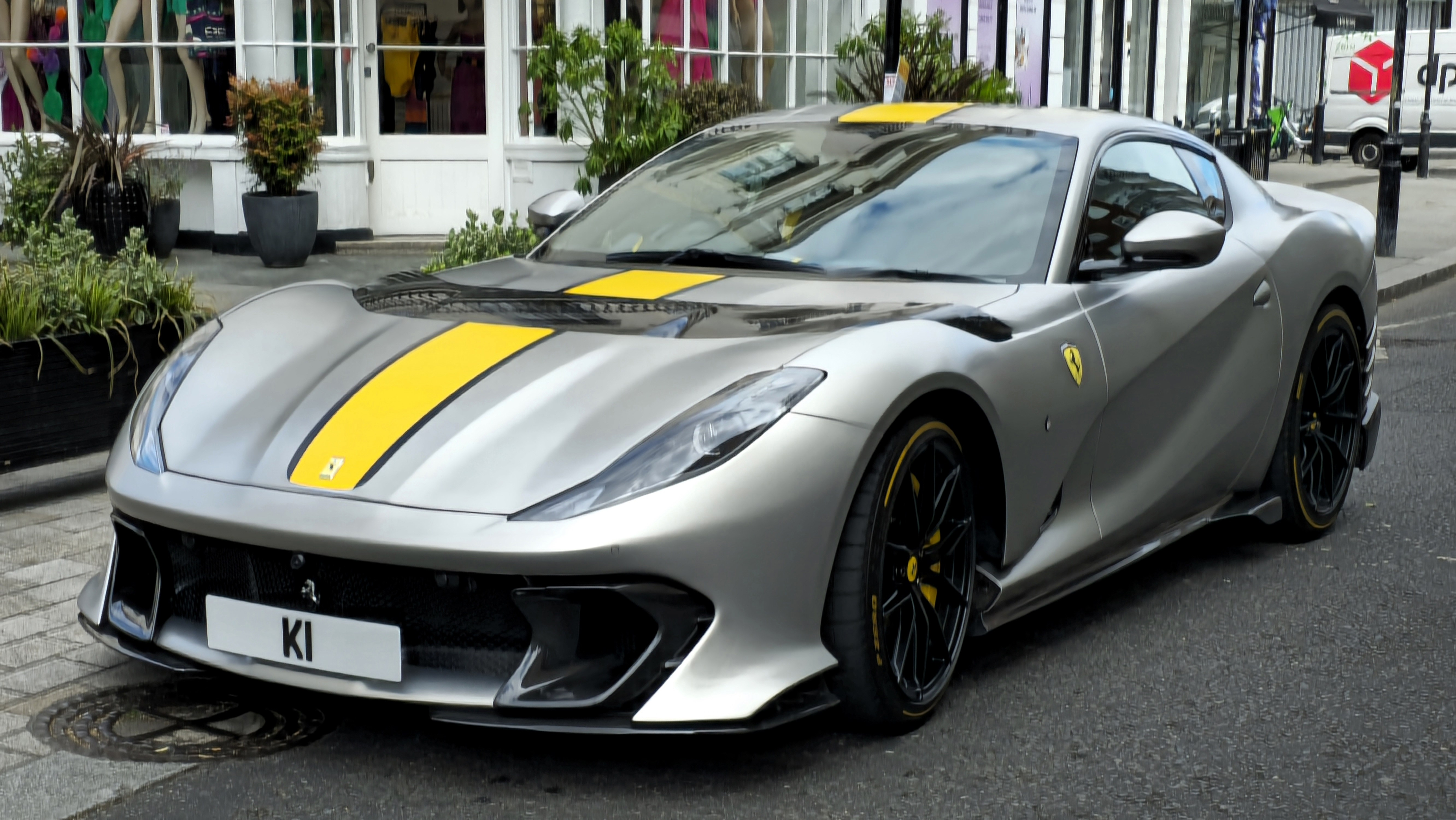
Ferrari 812 Competizione (seit 2021)

Heckansicht

Der Ferrari 812 (intern: F152M) ist ein Gran Turismo des italienischen Sportwagenherstellers Ferrari, der auf dem 87. Genfer Auto-Salon im März 2017 als Coupé Superfast vorgestellt wurde und in der Modellhierarchie den Ferrari F12 ablöste. Mit einer Leistung von 588 kW (800 PS) war der 812 zur Modelleinführung der stärkste Ferrari, der je in Serie gebaut wurde. Ferrari bezieht sich dabei auf die reine Leistung des Verbrennungsmotors, da der Ferrari LaFerrari ebenfalls über einen bis zu 800 PS leistenden V12-Motor, jedoch über eine Hybrid-Systemleistung von 708 kW (963 PS) verfügt.
Im September 2019 präsentierte Ferrari mit dem GTS eine offene Variante des Fahrzeugs mit Hardtop. Ursprünglich war für die Baureihe nur ein Coupé vorgesehen. Mit dem Competizione wurde im Mai 2021 ein limitiertes Topmodell der Baureihe vorgestellt. Die offene Variante wurde als Competizione A vermarktet.
Das Nachfolgemodell ist der Ferrari 12Cilindri, der im Mai 2024 vorgestellt wurde.

## Technische Daten
Der 812 Superfast ist mit einem 6,5-Liter-V12-Motor ausgestattet, der 588 kW (800 PS) bei 8500/min leistet. Das maximale Drehmoment von 718 Nm steht bei 7000 min−1 zur Verfügung. Der Wagen hat Hinterradantrieb und ein halbautomatisches Doppelkupplungsgetriebe, das innerhalb von 1,2 Sekunden um drei Gänge herunterschalten kann. Im Competizione beträgt die maximale Leistung 610 kW (830 PS) bei 9250/min.
|                         | Superfast                      | GTS                            | Competizione                   | Competizione A                 |
| Motor, Einbauort        | V12, vorn längs                | V12, vorn längs                | V12, vorn längs                | V12, vorn längs                |
| Motorbezeichnung        | F140 GA                        | F140 GA                        | F140 GA                        | F140 GA                        |
| Ventile/Nockenwellen    | 4 pro Zylinder/4               | 4 pro Zylinder/4               | 4 pro Zylinder/4               | 4 pro Zylinder/4               |
| Hubraum                 | 6496 cm³                       | 6496 cm³                       | 6496 cm³                       | 6496 cm³                       |
| Bohrung × Hub           | 94,0 × 78,0 mm                 | 94,0 × 78,0 mm                 | 94,0 × 78,0 mm                 | 94,0 × 78,0 mm                 |
| Verdichtungsverhältnis  | 13,6 : 1                       | 13,5 : 1                       | 13,5 : 1                       | 13,5 : 1                       |
| Leistung bei 1/min      | 588 kW (800 PS)/8500           | 588 kW (800 PS)/8500           | 610 kW (830 PS)/9250           | 610 kW (830 PS)/9250           |
| Drehmoment bei 1/min    | 718 Nm/7000                    | 718 Nm/8000                    | 692 Nm/7000                    | 692 Nm/7000                    |
| Antrieb                 | Hinterradantrieb               | Hinterradantrieb               | Hinterradantrieb               | Hinterradantrieb               |
| Getriebe                | 7-Gang-Doppelkupplungsgetriebe | 7-Gang-Doppelkupplungsgetriebe | 7-Gang-Doppelkupplungsgetriebe | 7-Gang-Doppelkupplungsgetriebe |
| Lenkung                 | Allrad-Lenkung                 | Allrad-Lenkung                 | Allrad-Lenkung                 | Allrad-Lenkung                 |
| Länge × Breite × Höhe   | 4657 mm × 1971 mm × 1276 mm    | 4693 mm × 1971 mm × 1278 mm    | 4696 mm × 1971 mm × 1276 mm    | 4696 mm × 1971 mm × 1276 mm    |
| Radstand                | 2720 mm                        | 2720 mm                        | 2720 mm                        | 2720 mm                        |
| Trockengewicht          | 1525 kg                        | 1600 kg                        | 1487 kg                        | 1562 kg                        |
| EU-Normverbrauch/100 km | 14,9 l Super Plus              | 14,9 l Super Plus              | 14,9 l Super Plus              | 14,9 l Super Plus              |
| CO2-Ausstoß             | 340 g/km                       | 340 g/km                       | 340 g/km                       | 340 g/km                       |
| Vmax                    | 340 km/h                       |                                |                                |                                |
| 0–100 km/h              | 2,9 s                          | 3,0 s                          | 2,85 s                         | 2,9 s                          |
| 0–200 km/h              | 7,9 s                          | 8,5 s                          | 7,5 s                          |                                |
| Tankinhalt              | 92 l                           | 92 l                           | 92 l                           | 92 l                           |

## Icona-Serie

### Monza SP
Die im September 2018 vorgestellten Ferrari Monza SP1 und Ferrari Monza SP2 basieren auf dem 812 Superfast. Sie markieren den Beginn einer neuen Linie von Ferrari-Modellen, der sogenannten „Icona“-Serie.

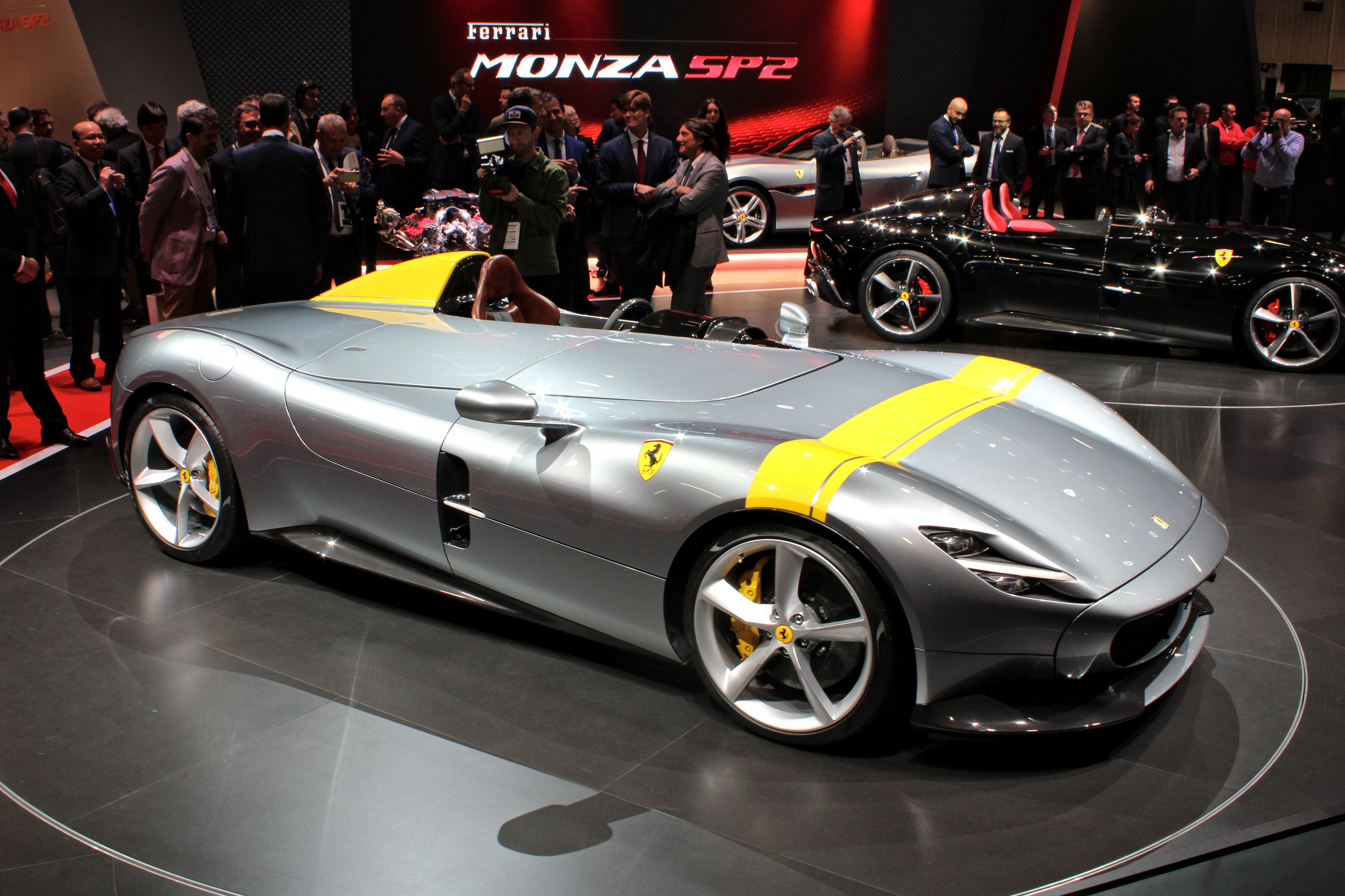
Ferrari Monza SP1 auf dem Pariser Autosalon 2018
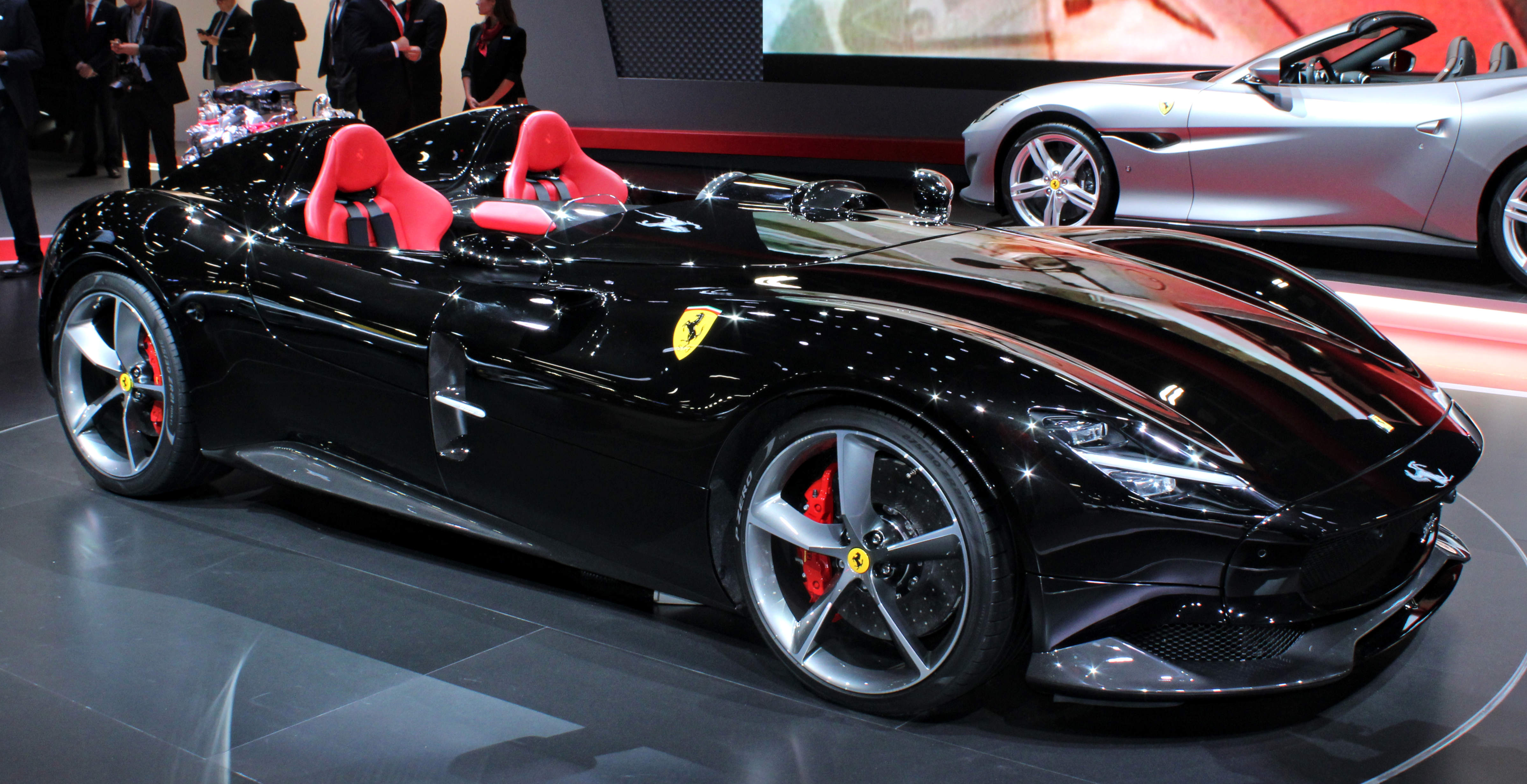
Ferrari Monza SP2 auf dem Pariser Autosalon 2018

### Daytona SP3
Ebenfalls der „Icona“-Serie zugeordnet wird der Ferrari Daytona SP3, der im November 2021 vorgestellt wurde. Er basiert auf dem 812 Competizione.

## Omologata
Auf speziellen Kundenwunsch baute Ferrari das auf dem 812 basierende Einzelstück Omologata (ital. für genehmigt/zugelassen) mit geschlossenem Heck ohne Heckscheibe. Das Fahrzeug ist in einem speziellen Rotton (Rosso Magma) lackiert.

## SP51
Das Einzelstück SP51 basiert auf dem 812 GTS und wurde im September 2022 vorgestellt. Es wurde für einen Sammler in Taiwan gefertigt.